# Lyricist Lounge 2
Lyricist Lounge 2 è una compilation dell'etichetta discografica hip hop statunitense Rawkus Records, pubblicata nel 2000.
| Recensione       | Giudizio |
| ---------------- | -------- |
| AllMusic         | [ 1 ]    |
| Robert Christgau | A-       |
| HipHopDX         | [ 3 ]    |
| RapReviews       | [ 4 ]    |

## Tracce
Disco 1
1. 16 Bars (The Notorious B.I.G.) – 1:03
2. Oh No (Mos Def, Pharoahe Monch & Nate Dogg) – 3:59 (musica: Rockwilder)
3. Makin' it Blend (Q-Tip & Wordsworth) – 3:54 (musica: DJ Roddy Rod)
4. Get Up (Smif-n-Wessun) – 3:52 (musica: Hi-Tek)
5. Get That Dough (Beanie Sigel) – 4:03 (musica: Hi-Tek)
6. Let's Grow (Royce 5'9") – 3:46 (musica: J Dilla)
7. Ms. Fat Booty 2 (Mos Def & Ghostface Killah) – 3:28 (musica: Ayatollah)
8. W.K.Y.A. (Saukrates, Redman) – 4:30 (musica: Erick Sermon)
9. Sharp Shooters (Hi-Tek) – 4:17 (musica: Reflection Eternal & dead prez)
10. Legendary Street Team (Kool G Rap & M.O.P.) – 4:03 (musica: DJ Mighty Mi)
11. The Grimy Way (O.C. & Ras Kass) – 4:10 (musica: Shawn J. Period)
12. Battle (Erick Sermon & Sy Scott) – 3:57 (musica: Erick Sermon)
13. Da Cipha Interlude (Punchline, Cobra Red, Planet Asia, Guilty & Phil Da Agony) – 2:05 (musica: Madlib)
14. Still Here (Big L & C-Town) – 3:52 (musica: Hi-Tek)
15. Right & Exact (Dilated Peoples) – 3:46 (musica: The Alchemist)
16. Watcha (Master Fuol, JT Money & Pastor Troy) – 4:33 (musica: Scott Storch)
17. I've Committed Murder (Gang Starr Remix) (Macy Gray, Mos Def & Guru) – 4:13 (musica: DJ Premier, Guru)
18. Outro – 0:53 (musica: Q-Tip)
19. Legendary Street Team (Remix) (Kool G Rap & M.O.P.) – 4:27 (musica: Nottz)

## Classifiche
| Classifica (2000)         | Posizione massima |
| ------------------------- | ----------------- |
| Stati Uniti               | 33                |
| US Top R&B/Hip-Hop Albums | 7                 |